# Aiken (Dél-Karolina)
Aiken település az Amerikai Egyesült Államok Dél-Karolina államában, Aiken megyében, melynek megyeszékhelye is. Lakosainak száma 32 025 fő (2020. április 1.).

## Népesség
A település népességének változása:

| 2010 | 29 524 |
| 2020 | 32 025 |